# Фултон (округ, Кентукки)
Фу́лтон (англ. Fulton County) — округ в штате Кентукки, США. Официально образован в 1845 году. По состоянию на 2010 год, численность населения составляла 6813 человека.

## География
По данным Бюро переписи США, общая площадь округа равняется 597,125 км2, из которых 541,181 км2 суша и 55,944 км2 или 9,370 % это водоёмы.

## Население
По данным переписи населения 2000 года в округе проживает 7 752 жителей в составе 3 237 домашних хозяйств и 2 113 семей. Плотность населения составляет 14,00 человек на км2. На территории округа насчитывается 3 697 жилых строений, при плотности застройки около 6,90-ти строений на км2. Расовый состав населения: белые — 75,12 %, афроамериканцы — 23,19 %, коренные американцы (индейцы) — 0,12 %, азиаты — 0,31 %, гавайцы — 0,00 %, представители других рас — 0,32 %, представители двух или более рас — 0,94 %. Испаноязычные составляли 0,72 % населения независимо от расы.
В составе 29,30 % из общего числа домашних хозяйств проживают дети в возрасте до 18 лет, 44,40 % домашних хозяйств представляют собой супружеские пары проживающие вместе, 18,00 % домашних хозяйств представляют собой одиноких женщин без супруга, 34,70 % домашних хозяйств не имеют отношения к семьям, 32,30 % домашних хозяйств состоят из одного человека, 16,20 % домашних хозяйств состоят из престарелых (65 лет и старше), проживающих в одиночестве. Средний размер домашнего хозяйства составляет 2,32 человека, и средний размер семьи 2,92 человека.
Возрастной состав округа: 24,90 % моложе 18 лет, 8,90 % от 18 до 24, 25,50 % от 25 до 44, 23,20 % от 45 до 64 и 23,20 % от 65 и старше. Средний возраст жителя округа 38 лет. На каждые 100 женщин приходится 87,70 мужчин. На каждые 100 женщин старше 18 лет приходится 82,00 мужчин.
Средний доход на домохозяйство в округе составлял 24 382 USD, на семью — 30 788 USD. Среднестатистический заработок мужчины был 26 401 USD против 19 549 USD для женщины. Доход на душу населения составлял 14 309 USD. Около 20,10 % семей и 23,10 % общего населения находились ниже черты бедности, в том числе — 32,30 % молодёжи (тех, кому ещё не исполнилось 18 лет) и 16,00 % тех, кому было уже больше 65 лет.